# Slavsko Polje
Slavsko Polje je naselje u Općini Gvozd, u Sisačko-moslavačkoj županiji (Republika Hrvatska). 

## Zemljopisni položaj
Slavsko Polje je smješten na Kordunu.

## Stanovništvo
| broj stanovnika | 1010  | 1161  | 1040  | 1229  | 1296  | 1402  | 1426  | 1747  | 1173  | 1245  | 1247  | 1115  | 985   | 752   | 375   | 338   | 224   |
|                 | 1857. | 1869. | 1880. | 1890. | 1900. | 1910. | 1921. | 1931. | 1948. | 1953. | 1961. | 1971. | 1981. | 1991. | 2001. | 2011. | 2021. |

## Gospodarstvo
Seljani imaju mala obiteljska gospodarstva, najčešća djelatnost je uzgoj krava i proizvodnja mlijeka.

## Poznate osobe
- Branko Mamula, admiral flote, načelnik Generalštaba Jugoslavenske narodne armije (1979. – 1982.) i bivši savezni sekretar za narodnu obranu SFR Jugoslavije (1982. – 1988.)

## Šport
- MNK Zavičaj Slavsko Polje, malonogometni klub

Do 1995. godine u Slavskom Polju je djelovao nogometni klub Borac

## Vanjske poveznice
- Službene stranice općine Gvozd  Arhivirana inačica izvorne stranice od 16. siječnja 2018. (Wayback Machine)